# Glochidion carrii
Glochidion carrii är en emblikaväxtart som beskrevs av Airy Shaw. Glochidion carrii ingår i släktet Glochidion och familjen emblikaväxter.
Artens utbredningsområde är Papua Nya Guinea. Inga underarter finns listade i Catalogue of Life.